# Luitingh-Sijthoff
Luitingh-Sijthoff is een algemene uitgeverij die fictie en non-fictie publiceert voor de Nederlandstalige markt. De uitgeverij is in 1989 ontstaan door een fusie tussen A.W. Sijthoff's Uitgeversmaatschappij (opgericht in 1851) en Uitgeverij Luitingh (opgericht in 1947). Luitingh-Sijthoff behoort met diverse andere uitgeverijen zoals Uitgeverij Atlas Contact en Kosmos Uitgevers tot uitgeversgroep VBK.

## Huidige publicaties
Luitingh-Sijthoff publiceert boeken in verschillende genres:
- Thrillers: onder andere Stephen King, Dean Koontz, Dan Brown, Lee Child, Patricia Cornwell, John le Carré, Mo Hayder, Samuel Bjørk en het schrijversduo Preston & Child.
- Romans: onder andere Jill Mansell, Julian Alvarez, Graeme Simsion, Jessie Burton en Ayn Rand
- Fantasy: onder andere Terry Goodkind, Raymond E. Feist, Robert Jordan, Robin Hobb, Bernhard Hennen, George R.R. Martin en Markus Heitz, en sinds 2009 ook de Nederlandse fantasyschrijvers Adrian Stone en Thomas Olde Heuvelt.
- Non-fictie: onder andere Giulia Enders, Frits Spits en Alex Loyd
- Kinderboeken: Op 1 januari 2015 is Luitingh-Sijthoff gestart met een kinderboekenfonds. Bekende auteurs en illustratoren zijn Pieter Feller en Natascha Stenvert (Kolletje & Dirk), Lida Dijkstra en Alice Hoogstad, André Kuipers, Emma Moss en Piet Paris, en Benji Davies. De kinderboekenauteurs Marja Baseler en Annemarie van den Brink hebben veel succes met hun serie over gezondheid. De boeken Pretpark de Poepfabriek, het Hersenhotel en Kasteel Hartenstein zijn al in meer dan dertien landen vertaald waaronder Spanje, China, Italië en Duitsland. Ze werden geïllustreerd door Tjarko van der Pol.
- Onder de naam Uitgeverij L verschijnen sinds 2005 stripalbums en -boeken van bekende Nederlandse auteurs (zoals Martin Lodewijk, Eric Heuvel, Hein de Kort en Danier), graphic novels (van onder anderen Osamu Tezuka en Abouet & Oubrerie) en fantasy-in-stripvorm (Sfar & Trondheim en Christophe Arleston). Sinds juli 2016 is L onderdeel van uitgeverij Don Lawrence Collection

## Oude publicaties
- Accolade-reeks: een detectivereeks pocketformaat van A.W. Sijthoff's Uitgeversmaatschappij (1950-1992).
- SF-Tijgerpockets: een sciencefictionreeks van de Uitgeverij A.J. Luitingh Laren N.H. onder redactie van Carl Lans.